# جیمی آگوستو زوبل دی آیالا
جیمی آگوستو زوبل دی آیالا (انگلیسی: Jaime Augusto Zobel de Ayala؛ زادهٔ ۶ مارس ۱۹۵۹) کارآفرین، بانکدار، سیاست‌مدار و مدیر ارشد اجرایی فیلیپینی است، که در حال حاضر به‌عنوان مدیر عامل اجرایی شرکت آیالا کورپوریشن فعالیت می‌کند.